# 苏新泉
苏清泉（1964年5月—），中国福建永春人，中华人民共和国政治人物、企业家，现任永春县一都镇美岭村党委书记、福建美岭集团公司副董事长兼总经理、泉州美岭水泥有限公司总经理
1. ↑  . 福建人大网.   [2023-07-12]. （原始内容存档于2022-07-06）.
2. ↑  . www.thepaper.cn.   [2023-07-12]. （原始内容存档于2023-07-12）.